# Ліберті (Техас)
Ліберті (англ. Liberty) — місто (англ. city) в США, в окрузі Ліберті штату Техас. Населення — 8279 осіб (2020).

## Географія
Ліберті розташоване за координатами 30°2′56″ пн. ш. 94°47′29″ зх. д. / 30.04889° пн. ш. 94.79139° зх. д. (30.048993, -94.791266).  За даними Бюро перепису населення США в 2010 році місто мало площу 107,01 км², з яких 105,15 км² — суходіл та 1,86 км² — водойми.

## Демографія
Згідно з переписом 2010 року, у місті мешкало 8397 осіб у 2889 домогосподарствах у складі 2035 родин. Густота населення становила 78 осіб/км².  Було 3242 помешкання (30/км²).
Расовий склад населення:
| - 70,3 % — білих - 13,3 % — чорних або афроамериканців - 0,6 % — азіатів - 0,3 % — корінних американців - 13,4 % — осіб інших рас |

До двох чи більше рас належало 2,1 %. Частка іспаномовних становила 23,2 % від усіх жителів.
За віковим діапазоном населення розподілялося таким чином: 26,2 % — особи молодші 18 років, 60,3 % — особи у віці 18—64 років, 13,5 % — особи у віці 65 років та старші. Медіана віку мешканця становила 34,9 року. На 100 осіб жіночої статі у місті припадало 100,4 чоловіків;  на 100 жінок у віці від 18 років та старших — 99,1 чоловіків також старших 18 років.
Середній дохід на одне домашнє господарство  становив 59 827 доларів США (медіана — 48 055), а середній дохід на одну сім'ю — 74 179 доларів (медіана — 57 846). Медіана доходів становила 50 513 долари для чоловіків та 36 847 доларів для жінок. За межею бідності перебувало 20,7 % осіб, у тому числі 20,7 % дітей у віці до 18 років та 8,3 % осіб у віці 65 років та старших.
Цивільне працевлаштоване населення становило 3411 осіб. Основні галузі зайнятості: освіта, охорона здоров'я та соціальна допомога — 20,7 %, будівництво — 14,4 %, сільське господарство, лісництво, риболовля — 13,8 %, виробництво — 13,4 %.